# Homem de armas

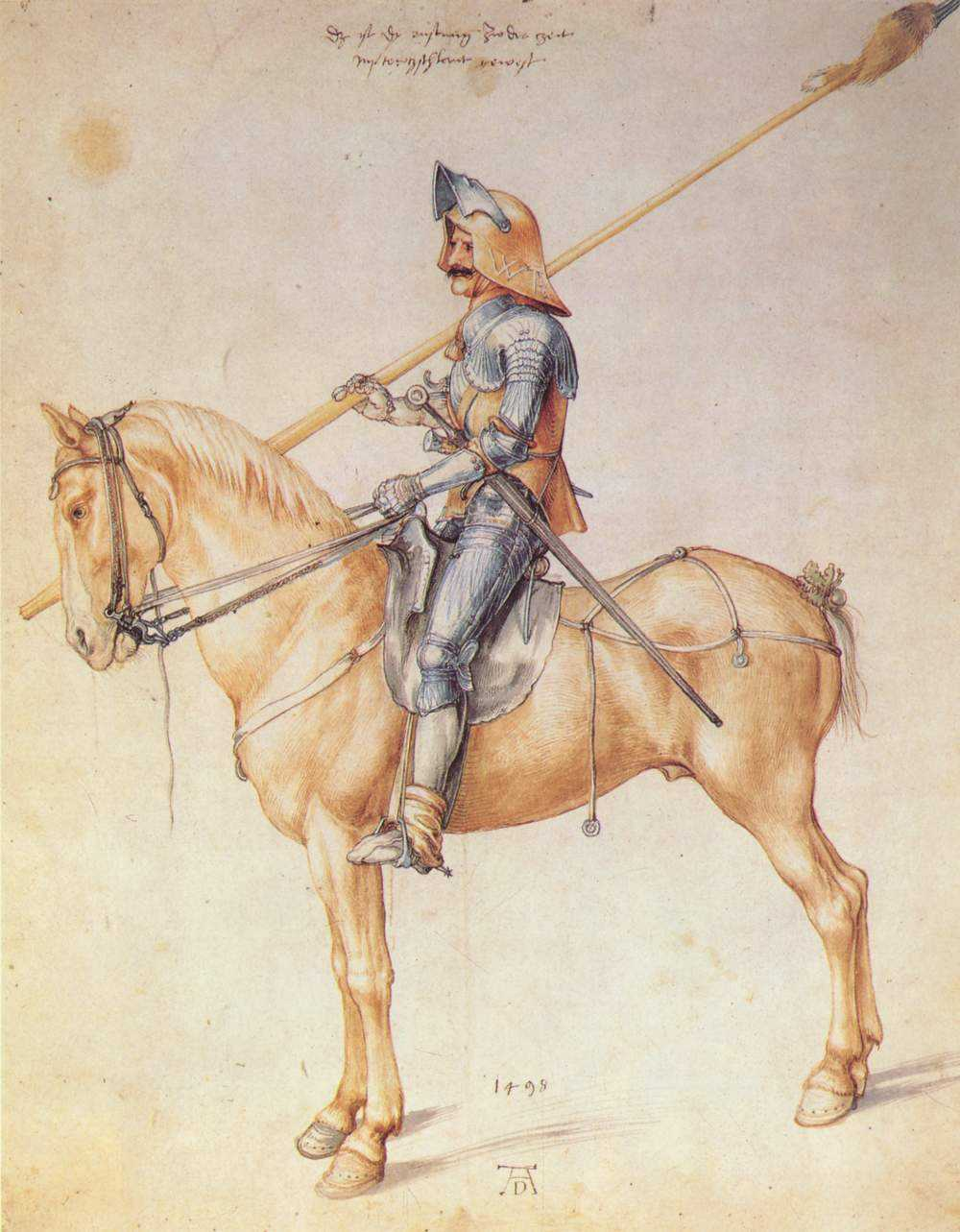
Um homem de armas alemão do final do século XV, por Albrecht Dürer.

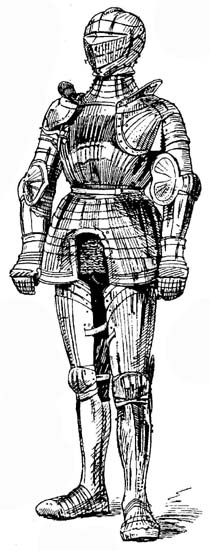
Uma armadura de um homem de armas do século XVI.

O homem de armas era um soldado do período da Alta Idade Média até o Renascimento. Ele era bem versado em vários tipos de armas, como lança, espada, adaga, faca, arco e flecha, além de diversos tipos de combate, a pé ou montado num cavalo, sempre de armadura completa (leve ou pesada). Um homem de armas pode ser um cavaleiro ou um nobre, a serviço de alguém hierarquicamente superior a ele ou de uma companhia mercenária. Tais homens poderiam servir mediante pagamento ou obrigação feudal. Por muitas vezes, os termos cavaleiro e homem de armas são frequentemente utilizados de forma intercambiável, embora todos os cavaleiros equipados para a guerra serem homens de armas, nem todos os homens de armas são cavaleiros.
O termo deriva do inglês man-at-arms, que por sua vez é uma conversão bastante direta do francês homme d'armes, na Idade Média, embora outros nomes eram dados a esses homens. Na França, ele também era conhecido como lance ou glaive, enquanto na Alemanha era Spiess, Helm ou Gleve e em outros lugares como bacinet. Na Itália o termo usado era barbuta e na Inglaterra no final do século XIV, os homens de armas eram conhecidos como lances (ou "lança", em português).
A função militar de um homem de armas era agir como cavalaria pesada; eles também frequentemente lutavam a pé como infantaria pesada, particularmente nos séculos XIV e XV. No curso do século XVI, os homens de armas foram sendo substituídos por outros tipos de cavalarias, como os demi-lancer (em alemão Lanzierer) e os couraceiro (em francês cuirassier), caracterizados por armadura mais restrita e armamentos além da lança pesada.
Em meados do século XVI, o uso dos homens de armas já estava em grande declínio. O último combate registrado onde os homens de armas lutaram pela Inglaterra foi na Batalha de Pinkie (setembro de 1547), onde foram muito bem sucedidos. Eventualmente, o uso mais extenso de armas de fogo e novas táticas de cavalaria acabou por extinguir essa classe de guerreiros.